# Palfuria
Palfuria is een geslacht van spinnen uit de familie mierenjagers (Zodariidae).

## Soorten
Het geslacht kent de volgende soorten:
- Palfuria caputlari Szüts & Jocqué, 2001
- Palfuria gibbosa (Lessert, 1936)
- Palfuria gladiator Szüts & Jocqué, 2001
- Palfuria harpago Szüts & Jocqué, 2001
- Palfuria helichrysorum Szüts & Jocqué, 2001
- Palfuria hirsuta Szüts & Jocqué, 2001
- Palfuria panner Jocqué, 1991
- Palfuria retusa Simon, 1910
- Palfuria spirembolus Szüts & Jocqué, 2001